# Knife Party
Knife Party est un groupe australien de musique électronique, composé de Rob Swire et de Gareth McGrillen, tous deux issus du groupe Pendulum.
En 2012, Knife Party est placé 33e du DJ magazine avant d’être 100e en 2015  puis ils disparaissent totalement du classement en 2016. Le duo a également travaillé avec d'autres artistes tels que Swedish House Mafia, Tom Staar, Steve Aoki et Tom Morello du groupe Rage Against The Machine.
Leur musique mélange electro, electro house, dubstep et brostep.

## Presentation

### Genèse du duo Knife Party (2002-2011)
Rob Swire et Gareth McGrillen jouaient étant jeune dans plusieurs groupes de rock et de metal, avant que Rob influence Gareth à produire de la musique électronique sur les ordinateurs, et se découvrent tous les deux une passion pour la musique électronique. Ils fondent ensemble le groupe Pendulum, et composent des musiques mélangeant la musique électronique, rock et metal. Ils y seront rejoint par Paul Harding dès 2002, qui diffusera les musiques du groupe et fera connaitre le groupe dans des concerts locaux. Ils sortiront ensemble trois albums : Hold Your Colour (2005), In Silico (2008) et Immersion (2010),.
En 2011, tout en restant actif au groupe Pendulum, Rob et Gareth créent un projet musical baptisé Knife Party. Ce qui n'était qu'un projet devient par la suite la priorité du duo, mettant le groupe de côté, le temps de faire évoluer le projet Knife Party. Le 25 mai 2011, Swire diffuse sur Soundcloud un court extrait musical nommé Not Pendulum. Le nom du groupe Knife Party, choisi dès le début du mois de juin 2011, est en référence au morceau du titre de la musique Knife Party des Deftones de l'album White Pony. Le choix de ce nom a été une consternation au premier abord auprès des fans, pensant qu'ils soutenaient les crimes au couteau, bien que Swire ai déclaré : « Nous ne préconisons pas du tout ce type de criminalité liée au couteau, pas plus que Swedish House Mafia défendaient le crime organisé. »
Le même mois, le duo diffuse et se fait connaitre avec le remix de Save the World de la Swedish House Mafia, et annoncent leur première représentation au Together at Space Ibiza, le 5 août 2011. Cette représentation est diffusée en direct sur la BBC Radio 1. Leur set, qui est composé entre autres des inédits Internet Friends et Fire Hive, rencontre un grand succès[source secondaire souhaitée].

### Les premiers EPs du groupe (2011-2013)

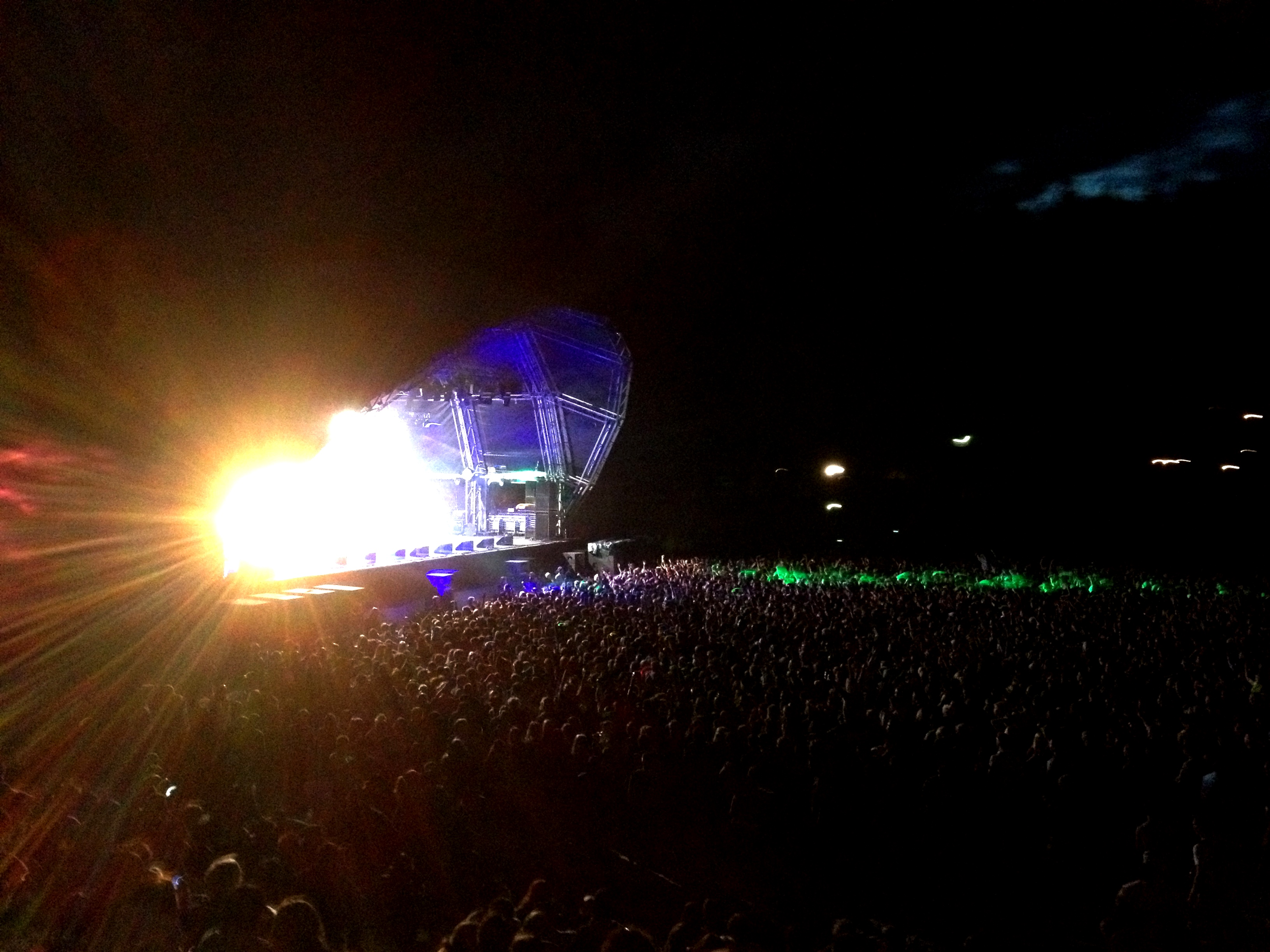
Knife Party qui joue Rage Valley lors du Hove Festival 2012

Le 12 décembre 2011, le groupe Knife Party sort officiellement via leur site (téléchargeable gratuitement) le premier EP qui s'intitule 100% No Modern Talking. Le titre éponyme de l'album fait référence à l'onde "Modern Talking" du synthétiseur Massive de Native Instruments ; onde fortement utilisée dans le dubstep, notamment pour simuler les sons de basse de Skrillex. Les titres inclus dans leur premier EP sont Five Hive, Tourniquet, Destroy Them With Lazers et le plus connu de cet EP Internet Friends.
Six mois après, le duo sort sur iTunes un second EP le 4 juin 2012, qui s'intitule Rage Valley. Il contient le titre éponyme de l'EP Rage Valley (qui était anciennement nommé F**k Em), ainsi que Bonfire, Centipede et Sleaze (anciennement Until They Kick Us Out). Ces morceaux auparavant inconnus ont été dévoilés pendant la fête du 3e anniversaire de UKF dès avril 2012, soit deux mois avant la sortie de l'EP.  Le morceau Bonfire apparaît dans l'épisode 4 de la saison 5 de Breaking Bad, ainsi que dans le jeu vidéo WWE 2K15.
Un troisième EP sort un an après, le 6 mai 2013, intitulé Haunted House. Il contient les titres Power Glove, LRAD, EDM Death Machine ainsi qu'une version VIP de Internet Friends.

### Premier album et autres EPs (2013-2016)
Le 2 septembre 2013, via Twitter, le groupe annonce qu'après les trois dates de tournées qu'ils vont entamer, ils partirons en studio pour travailler sur le premier album de Knife Party[source secondaire souhaitée]. Le 8 juin 2014, le duo annonce le titre de leur premier album, qui se nomme Abandon Ship, et y révèlent aussi d'avoir composé à ce moment-là neuf morceaux sur douze prévus. Le groupe commence la promotion de l'album le 20 juin 2014 à l'Electric Daisy Carnival, en y dévoilant quelques morceaux de l'album[source secondaire souhaitée]. Le show qui durera 70 minutes est retransmis en direct sur internet. Le 6 août 2014, Rob Swire a publié un teaser pour la piste "Boss Mode", de l'album à venir. Le 22 juin 2014 sur Twitter, le groupe annonce officiellement la date de sortie de l'album, qui est prévu pour le 10 novembre 2014. Le groupe libère le premier titre de l'album, Resistance téléchargeable gratuitement dès le 25 août 2014, avant de sortir en single une semaine plus tard le 31 août 2014. Diffusé sur iTunes le 4 novembre 2014. Begin Again est le second morceau officiellement dévoilé le 22 septembre 2014, et entre à la 183e place du UK Singles Chart. Ce morceau est le seul de l'album auquel Rob Swire chante. Quatre jours après, le titre Boss Mode sort comme étant le troisième single de l'album. 
Abandon Ship sort le 7 novembre 2014 sur iTunes, soit trois jours plus tôt que l'annonce faite sur Twitter quelques mois auparavant. Mais l'album sera décevant, « avec une identité artistique trop floue et éloignée de leurs premiers tracks » comme l'écrit DJ Magazine ; ils perdent d'ailleurs 47 places au classement « meilleurs DJ de l'année 2015 » de ce magazine, atteignant la centième et dernière place.
En 2015, lors de leurs tournée, précisément pendant l'Ultra Music Festival, trois morceaux qui seront Parliament Funk, PLUR Police et Kraken sont joués, annonçant alors la vue d'un EP. Un autre morceau avec Tom Morello du groupe Rage Against The Machine y apparait sous un autre nom lors du Kingsday Festival. Le 24 juillet 2015, le groupe annonce sur Twitter le nom du quatrième EP Trigger Warning en annonçant qu'il sortira d'ici « 6 à 8 semaines ». L'EP sortira finalement un peu plus tard, le 20 novembre 2015. Le 5 septembre 2016, le groupe publie un GIF indiquant Coming Soon sur un arrière-plan statique. Deux jours après, le groupe publie de nouveau un GIF avec Tom Morello dans un effet cartoon dans l'ombre avec les mots « 9 septembre »[source secondaire souhaitée]. Deux jours après, sort le morceau Battle Sirens, fruit de la collaboration avec le chanteur du groupe Rage Against The Machine. L'EP faisant suite au morceau sort le 24 novembre 2016.

### Pause du groupe (2017-2018)
Le 11 août 2017, Rob Swire annonce sur Twitter qu'il va faire une pause avec Knife Party en déclarant que l'EDM commence à l'ennuyer, en précisant qu'il allait faire un nouvel album avec le groupe Pendulum, indiquant qu'il « va y avoir des guitares, vox, de la Drum and Bass et être complètement hors de propos ».

### Retour du groupe (2018)
Le duo Knife Party est de retour avec leur single Harpoon en featuring avec Pegboards Nerds du label canadien Monstercat.

### Lost Souls(2019)
Le 5 juillet 2019, le groupe annonce officiellement par le biais d'une vidéo sur les réseaux sociaux leur retour avec un nouvel EP s'intitulant : « Lost Souls » qui voit le jour le 19 juillet 2019.
Cet EP comporte quatre singles Death & Desire, Ghost Train, No Saint et Lost Souls

## Discographie

### Singles
- Antidote (Swedish House Mafia vs. Knife Party) (2012)
- Internet Freinds (2012)
- LRAD (2013)
- Resistance (2014)
- Begin Again (2014)
- Boss Mode (2014)
- Harpoon (feat. Pegboards Nerds) (2018)

### Remixes
- Swedish House Mafia - Save the World  (2011)
- Porter Robinson - Unison (2011)
- Nero - Crush On You (2011)
- Labrinth - Last Time (2012)
- Pendulum - Blood Sugar (2018)

## Représentation
Parmi d'autres festivals internationaux, Knife Party a joué au Tomorrowland en 2013 et 2014, au Hovefestivalen en 2012 et a l'Ultra Music Festival en 2012, 2013, 2015, et en 2016 avec leur ancien groupe Pendulum

## Jeux vidéo et divers
- Une version instrumentale de Bonfire est utilisée dans l’épisode 4 de la saison 5 de la série Breaking Bad
- Leurs titres tels que Bonfire[13], Fire Hive[14], Give It Up[15] ou encore Centipede sont utilisés comme musiques pour des "beatmaps" du jeu osu!
- L'introduction du titre Centipede est faite avec les dialogues du film documentaire "The World's Most Feared Animals" de Discovery Channel.
- Le titre Bonfire est présent dans la liste "jukebox" du jeux de catch WWE 2k15 développé par 2k Games
- Le titre Internet Friends est utilisé dans l'épisode 14 de la saison 5 de la Série The Walking Dead d'AMC

## Top 100 DJ Mag
- 2012 : #33 (Entrée)
- 2013 : #25 (+8)
- 2014 : #53  (-28)
- 2015 : #100 (-47)
- 2016 : Absent